# 베트남계 노르웨이인
베트남계 노르웨이인(노르웨이어: Vietnamesere i Norge)은 베트남에 기원을 둔 노르웨이인들을 지칭하는 말이다.

## 같이 보기
- 비엣족